# 페가수스자리 V391 b

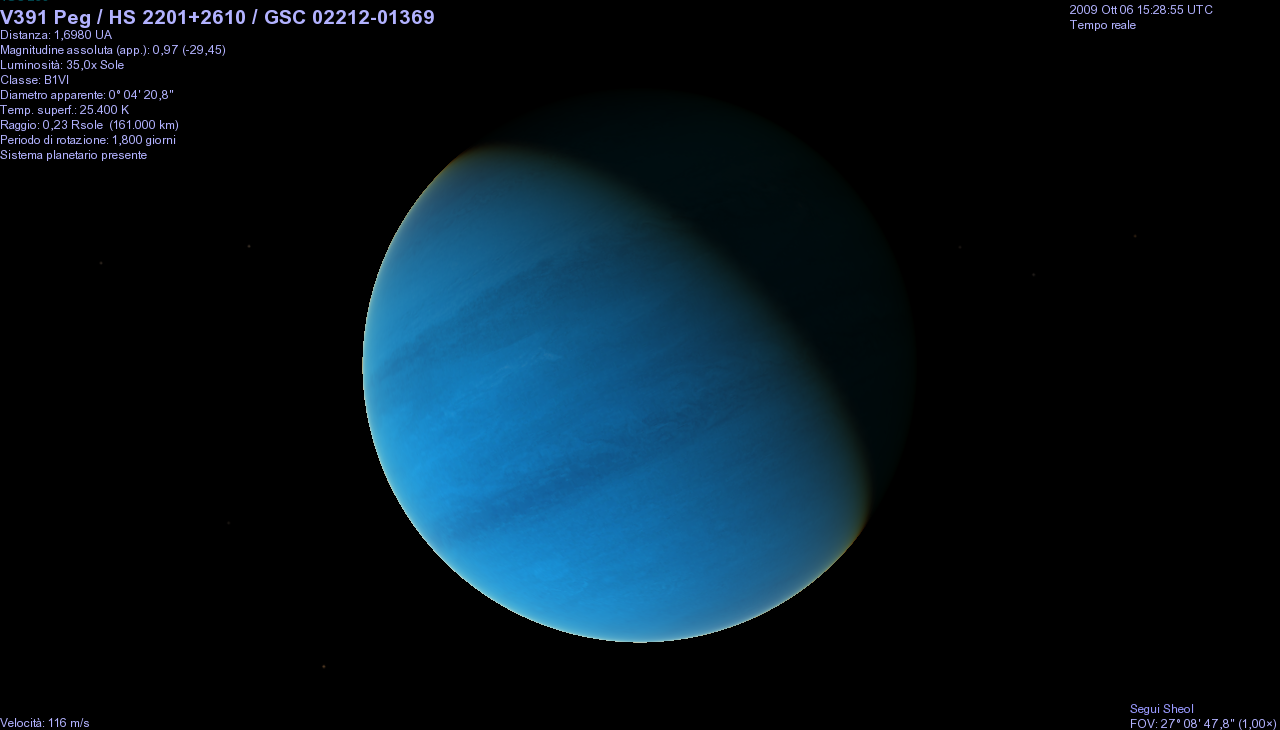

페가수스자리 V391 b 또는 HS 2201+2610 b는 페가수스자리 방향으로 지구로부터 4,570 광년 떨어진 곳에 있는 항성 페가수스자리 V391 주위를 도는, 외계 행성이다. 이 행성은 특이하게 변광 타이밍법을 이용하여 발견되었다. 변광 타이밍법은 행성 때문에 항성의 밝기가 변화하는 것을 이용한 탐사 기술이다. 행성의 질량은 목성의 3.2배로 슈퍼목성으로 분류할 수 있으며, 항성으로부터의 거리는 1.7 천문단위, 1 공전주기는 1170일이다. 2007년 3월 발견되었고 같은 해 9월 논문이 정식 발표되었다. 이 행성의 발견으로, 적색 거성처럼 진화가 상당히 진척된 항성 근처에도 행성이 살아남을 수 있다는 증거가 확보되었다. 다만, 이 행성은 지구와 같은 암석 행성보다 훨씬 더 크며 목성 또는 토성과 더 비슷하다.

## 참고 문헌
1. ↑  Planet discovered that offers clues to Earth's future

- (영어) R. Silvotti, S. Schuh, R. Janulis, S. Bernabei, R. Ostensen, J.-E. Solheim, I. Bruni, R. Gualandi, T. Oswalt, A. Bonanno, B. Mignemi, the Whole Earth Telescope Xcov23 collaboration (2007). “The O-C diagram of the subdwarf B pulsating star HS2201+2610: detection of a giant planet?”. 《ASP conf. series》. 2016년 8월 10일에 원본 문서에서 보존된 문서. 2009년 6월 21일에 확인함. 다음 글자 무시됨: ‘2007-09-15’ (도움말)
- (영어) R. Silvotti, S. Schuh, R. Janulis, J.-E. Solheim, S. Bernabei, R. Østensen, T. D. Oswalt, I. Bruni, R. Gualandi, A. Bonanno, G. Vauclair, M. Reed, C.-W. Chen, E. Leibowitz, M. Paparo, A. Baran, S. Charpinet, N. Dolez, S. Kawaler, D. Kurtz, P. Moskalik, R. Riddle & S. Zola (2007). “A giant planet orbiting the 'extreme horizontal branch' star V 391 Pegasi”. 《Nature》 449: 189–191. doi:10.1038/nature06143. 다음 글자 무시됨: ‘2007-09-15 ’ (도움말)